# Kingsley Coman
Kingsley Junior Coman (Paris, 13 de junho de 1996) é um futebolista francês que atua como ponta. Atualmente joga no Al-Nassr.

## Carreira

### Paris Saint-Germain
Formado nas categorias de base do Paris Saint-Germain, onde atuou entre 2004 a 2013, Coman estreou profissionalmente pela equipe aos 16 anos de idade, na partida pela Ligue 1 contra o Sochaux em 17 de fevereiro de 2013. O treinador Carlo Ancelotti o lançou nos últimos minutos do jogo.

### Juventus
No ano seguinte, em 8 de julho de 2014, foi contratado pela Juventus e assinou por cinco temporadas.

### Bayern de Munique
No entanto, foi emprestado em 30 de agosto de 2015 ao Bayern de Munique, então treinado por Josep Guardiola.
Em 27 de abril de 2017, o clube divulgou que exerceria a opção de compra do jogador ao final da temporada. Com isso, Coman assinou em definitivo com os Bávaros até 30 de junho de 2020.
No dia 23 de agosto de 2020, o atacante marcou o único gol da partida na final da Liga dos Campeões da UEFA diante do PSG, seu clube formador, gol esse que consagrou o Bayern de Munique campeão da Liga dos Campeões da UEFA pela sexta vez.
Coman teve seu contrato renovado no dia 12 de janeiro de 2022, assinando um novo vínculo válido até 30 de junho de 2027.

### Al-Nassr
Em 15 de agosto de 2025, o Al-Nassr anunciou a contratação de Coman. De acordo com a imprensa europeia, o clube saudita pagou 30 milhões de euros (R$ 189,6 milhões) para contratar o francês.

## Seleção Nacional
Estreou pela Seleção Francesa principal no dia 13 de novembro de 2015, em um amistoso contra a Alemanha, no momento em que ocorriam ataques terroristas nos arredores do estádio.

## Títulos
Paris Saint-Germain
- Ligue 1: 2012–13 e 2013–14
- Supercopa da França: 2013
- Copa da Liga Francesa: 2013–14

Juventus
- Serie A: 2014–15
- Copa da Itália: 2014–15
- Supercopa da Itália: 2015

Bayern de Munique
- Bundesliga: 2015–16, 2016–17, 2017–18, 2018–19, 2019–20, 2020–21, 2021–22, 2022–23 e 2024–25[10]
- Copa da Alemanha: 2015–16, 2018–19 e 2019–20
- Supercopa da Alemanha: 2016, 2017, 2018, 2021 e 2022
- Liga dos Campeões da UEFA: 2019–20
- Copa do Mundo de Clubes da FIFA: 2020

### Prêmios individuais
- Equipe do torneio do Campeonato Europeu Sub-19 de 2015[11]
- 50 jovens promessas do futebol mundial de 2016[12]